# Bransouze
Bransouze (en allemand : Branzaus) est une commune du district de Třebíč, dans la région de Vysočina, en République tchèque. Sa population s'élevait à 225 habitants en 2020.

## Géographie
Bransouze est arrosée par la Jihlava et se trouve à 6 km à l'est de Brtnice, à 14 km au nord-ouest de Třebíč, à 35 km au sud-est de Jihlava et à 128 km au sud-est de Prague.
La commune est limitée par Brtnice à l'ouest et au nord, par Chlum à l'est et par Číchov à l'est et au sud.

## Histoire
La première mention écrite de la localité date de 1234.

## Transports
Par la route, Bransouze se trouve à 7,5 km de Brtnice, à 19,5 km de Třebíč, à 19,5 km de Jihlava et à 151 km de Prague.